# Stavhopp för herrar i friidrott vid olympiska sommarspelen 2024
Herrarnas stavhopp vid olympiska sommarspelen 2024 avgjordes den 3 och 5 augusti 2024 på Stade de France i Frankrike. 31 idrottare från 19 nationer deltog i tävlingen. Det var 30:e gången grenen fanns med i ett OS och den har funnits med i varje OS sedan 1896.

Video på Duplantis höjdpunkter.

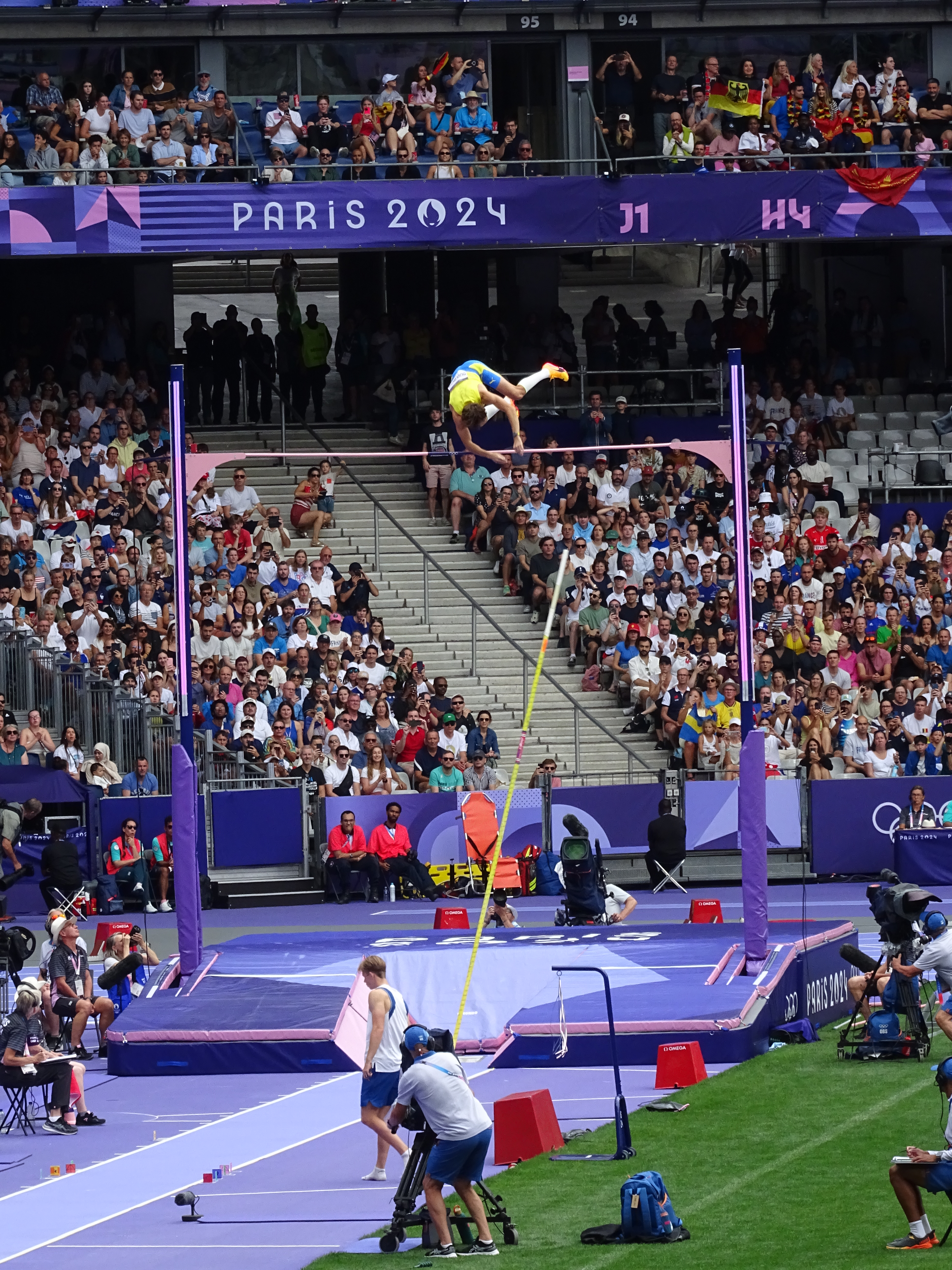
Armand Duplantis i ett kvalhopp.

Den regerande olympiske mästaren Armand Duplantis var på plats. Han hade dominerat grenen sedan 2018 och vunnit alla stora mästerskap utom VM 2019 och förbättrat världsrekordet tio gånger sedan 2020. Han brukar sätta sina världsrekord i steg om 1 cm för att plocka upp rekordbonusar så ofta som möjligt, men klarar ofta ribban med stora marginaler. Endast två andra idrottare har hoppat inom 0,18 meter från hans rekord sedan han började sin karriär: KC Lightfoot, som inte kunde kvalificera sig genom de amerikanska OS-uttagningarna, och Sam Kendricks, som utförde hoppet i 2019 års USA Outdoor Track and Field Championships på väg att slå Duplantis i den tävlingen. Bortsett från Duplantis, Lightfoot och Kendricks har bara fyra andra samtida stavhoppare registrerat hopp på över 6 meter: Thiago Braz da Silva när han vann OS 2016, Piotr Lisek, Chris Nilsen och EJ Obiena. Nilsen, den återvändande silvermedaljören, var den enda andra idrottaren som hade lyckats klara den höjden i år. Braz da Silva, bronsmedaljören från 2020, avtjänade en dopningsavstängning och deltog inte.
I kvalet klarade 10 idrottare 5,75 meter, Duplantis och fyra andra med felfria rundor. Två andra, med felfria rundor till 5,70 meter, gick också vidare. Nilsen och Lisek gick inte vidare
I finalen var första höjden 5,50 meter. När den hade höjts till 5,85 var 10 idrottare kvar, varav Duplatis, Emmanouil Karalis och Ersu Şaşma hade haft felfria rundor. Det var Duplantis blott andra hopp i finalen. Kendricks och Sondre Guttormsen missade vid sitt första försök men klarade sedan höjden. Huang Bokai gjorde tre misslyckade försök. Vid 5,90 passade Duplantis. Kendricks, Karalis och Obiena klarade sina första försök. Kurtis Marschall, Şaşma och Guttormsen missade en gång och passade sedan till nästa höjd. Ingen av dem skulle klara sig vidare.
På 5,95 meter lyckades Kendricks och Duplantis på sina första försök. Karalis missade en gång och passade till 6,00 meter, vilket han aldrig hade klarat tidigare. Obiena tog alla sina tre försök och misslyckades. Endast Duplantis klarade 6,00 (på sitt första försök) och medaljerna var avgjorda; Obienas tidigare rivning på 5,80 gav Karalis bronset och Kendricks silvret. Efter att ha säkrat guldmedaljen bad Duplantis om att ribban skulle sättas till nytt olympiskt rekord på 6,10 meter, vilket han klarade enkelt. Han bad sedan att ribban skulle höjas till 6,25 meter, i ett försök att sätta ett nytt världsrekord. I en fullsatt stadium var han den ende atleten som tävlade. Kvällens alla andra tävlingar var avklarade men publiken hade stannat kvar för att se Duplatis. Han misslyckades vid sina två första försök men vid sitt tredje och sista försök tog han sig över ribban.
| Spel            | Guld                     | Silver            | Brons                      |
| Stavhopp herrar | Armand Duplantis Sverige | Sam Kendricks USA | Emmanouil Karalis Grekland |

## Kvalificering till OS-grenen
Kvalificeringsperioden för herrarnas stavhopp var mellan 1 juli 2023 och 30 juni 2024. 31 idrottare kvalificerade sig till evenemanget, med högst tre idrottare per nation, genom att klara av kvalificeringsstandarden 5,82 meter eller genom sin världsranking i friidrott för denna gren.

## Schema
Alla tider är CET.
| Datum          | Tid   | Omgång |
| -------------- | ----- | ------ |
| 3 augusti 2024 | 10:10 | Kval   |
| 5 augusti 2024 | 19:00 | Final  |

## Rekord
Innan tävlingens start fanns följande rekord:
| Rekord           | Idrottare                  | Höjd | Plats                     | Datum           |
| ---------------- | -------------------------- | ---- | ------------------------- | --------------- |
| Världsrekord     | Armand Duplantis (SWE)     | 6,24 | Xiamen, Kina              | 20 april 2004   |
| Olympiskt rekord | Thiago Braz da Silva (BRA) | 6,03 | Rio de Janeiro, Brasilien | 15 augusti 2016 |

| Område                                   | Höjd      | Idrottare            | Nation       |
| ---------------------------------------- | --------- | -------------------- | ------------ |
| Afrika                                   | 6,03      | Okkert Brits         | Sydafrika    |
| Asien                                    | 6,00      | EJ Obiena            | Filippinerna |
| Europa                                   | 6,24 0VR0 | Armand Duplantis     | Sverige      |
| Nordamerika, Centralamerika och Karibien | 6,07      | KC Lightfoot         | USA          |
| Oceanien                                 | 6,06      | Steve Hooker         | Australien   |
| Sydamerika                               | 6,03      | Thiago Braz da Silva | Brasilien    |

## Resultat
Noteringarnas förklaring finns längst ner.

### Kval
De som klarade av kvalgränsen 5,80 meter 0Q0 eller hamnade på de 12 första platserna 0q0 gick till final.
| Placering | Grupp                 | Idrottare            | Nation        | 5,40 | 5,60 | 5,70 | 5,75 | Höjd  | Noteringar |
| --------- | --------------------- | -------------------- | ------------- | ---- | ---- | ---- | ---- | ----- | ---------- |
| 1         | A                     | Armand Duplantis     | Sverige       | –    | o    | –    | o    | 5,75  | 0q0        |
| 1         | A                     | Sondre Guttormsen    | Norge         | o    | o    | o    | o    | 5,75  | 0q0 SB0    |
| 1         | A                     | Emmanouil Karalis    | Grekland      | –    | o    | o    | o    | 5,75  | 0q0        |
| 1         | A                     | Ersu Şaşma           | Turkiet       | o    | o    | o    | o    | 5,75  | 0q0        |
| 1         | B                     | Oleg Zernikel        | Tyskland      | o    | o    | o    | o    | 5,75  | 0q0        |
| 6         | A                     | Menno Vloon          | Nederländerna | xo   | o    | o    | o    | 5,75  | 0q0        |
| 7         | A                     | EJ Obiena            | Filippinerna  | –    | xx-  | o    | o    | 5,75  | 0q0        |
| 8         | A                     | Sam Kendricks        | USA           | o    | o    | xo   | xo   | 5,75  | 0q0        |
| 9         | B                     | Huang Bokai          | Kina          | o    | xxo  | o    | xo   | 5,75  | 0q0 PB0    |
| 10        | A                     | Bo Kanda Lita Baehre | Tyskland      | xo   | o    | xxo  | xxo  | 5,75  | 0q0        |
| 11        | A                     | Valters Kreišs       | Lettland      | o    | o    | o    | xxx  | 5,70  | 0q0        |
| 11        | A                     | Kurtis Marschall     | Australien    | o    | o    | o    |      | 5,70  | 0q0        |
| 13        | B                     | Claudio Stecchi      | Italien       | o    | o    | xo   | xxx  | 5,70  | 0SB0       |
| 14        | A                     | Thibaut Collet       | Frankrike     | o    | xo   | xxo  | xxx  | 5,70  |            |
| 15        | A                     | Anthony Ammirati     | Frankrike     | o    | o    | xxx  |      | 5,60  |            |
| 15        | B                     | Ben Broeders         | Belgien       | o    | o    | xxx  |      | 5,60  |            |
| 15        | A                     | Simen Guttormsen     | Norge         | o    | o    | xxx  |      | 5,60  |            |
| 15        | B                     | Piotr Lisek          | Polen         | o    | o    | xxx  |      | 5,60  |            |
| 15        | A                     | Robert Sobera        | Polen         | o    | o    | xxx  |      | 5,60  |            |
| 20        | B                     | David Holý           | Tjeckien      | o    | xo   | xxx  |      | 5,60  |            |
| 20        | B                     | Yao Jie              | Kina          | o    | xo   | xxx  |      | 5,60  |            |
| 22        | A                     | Jacob Wooten         | USA           | o    | xxo  | xxx  |      | 5,60  |            |
| 23        | B                     | Torben Blech         | Tyskland      | o    | xxx  |      |      | 5,40  |            |
| 23        | B                     | Robin Emig           | Frankrike     | o    | xxx  |      |      | 5,40  |            |
| 23        | B                     | Matěj Ščerba         | Tjeckien      | o    | xxx  |      |      | 5,40  |            |
| 26        | B                     | Pedro Buaró          | Portugal      | xo   | xxx  |      |      | 5,40  |            |
| 26        | B                     | Christopher Nilsen   | USA           | xo   | xxx  |      |      | 5,40  |            |
| 26        | B                     | Zhong Tao            | Kina          | xo   | xxx  |      |      | 5,40  |            |
| 29        | B                     | Urho Kujanpää        | Finland       | xxo  | xxx  |      |      | 5,40  |            |
|           | B                     | Hussain Al-Hizam     | Saudiarabien  | xxx  |      |      |      | –     | 0NM0       |
| B         | Pål Haugen Lillefosse | Norge                |               |      |      |      | –    | 0DNS0 |            |

### Final
| Plac. | Atlet                | Nation        | 5,50 | 5,70 | 5,80 | 5,85 | 5,90 | 5,95 | 6,00 | 6,10 | 6,25 | Höjd | Noteringar |
| ----- | -------------------- | ------------- | ---- | ---- | ---- | ---- | ---- | ---- | ---- | ---- | ---- | ---- | ---------- |
| 1     | Armand Duplantis     | Sverige       | –    | o    | –    | o    | –    | o    | o    | o    | xxo  | 6,25 | 0VR0       |
| 2     | Sam Kendricks        | USA           | o    | o    | o    | x-   | o    | o    | xxx  | –    | –    | 5,95 | = 0SB0     |
| 3     | Emmanouil Karalis    | Grekland      | o    | o    | o    | o    | o    | x-   | xx   | –    | –    | 5,90 |            |
| 4     | EJ Obiena            | Filippinerna  | o    | o    | x-   | o    | o    | xxx  | –    | –    | –    | 5,90 |            |
| 5     | Ersu Şaşma           | Turkiet       | o    | o    | o    | o    | x-   | xx   | –    | –    | –    | 5,85 | 0SB0       |
| 6     | Kurtis Marschall     | Australien    | o    | o    | x-   | o    | x-   | xx   | –    | –    | –    | 5,85 |            |
| 7     | Huang Bokai          | Kina          | o    | xo   | o    | xxx  | –    | –    | –    | –    | –    | 5,80 | 0PB0       |
| 8     | Sondre Guttormsen    | Norge         | o    | xxo  | o    | x-   | x-   | x    | –    | –    | –    | 5,80 | 0SB0       |
| 9     | Bo Kanda Lita Baehre | Tyskland      | o    | o    | xx-  | x    | –    | –    | –    | –    | –    | 5,70 |            |
| 9     | Oleg Zernikel        | Tyskland      | o    | o    | xx-  | x    | –    | –    | –    | –    | –    | 5,70 |            |
| 11    | Menno Vloon          | Nederländerna | o    | xxo  | xxx  | –    | –    | –    | –    | –    | –    | 5,70 |            |
| 12    | Valters Kreišs       | Lettland      | xo   | xxx  | –    | –    | –    | –    | –    | –    | –    | 5,50 |            |